# August Weyand
August Weyand (* 27. Januar 1876 in Hattenbach; † 2. August 1951 in Oberhosenbach) war ein deutscher Landwirt und Politiker. Er war von 1917 bis 1932 Abgeordneter des Oldenburgischen Landtages.

## Leben
Weyand war der Sohn eines Kaufmanns. Er wirkte als Landwirt in Birkenfeld und betätigte sich daneben als landwirtschaftlicher Gutachter sowie als Leiter der Molkereigenossenschaft Fischbach. Von 1914 bis 1918 nahm er als Soldat am Ersten Weltkrieg teil, zuletzt als Vizefeldwebel. Weyand war Vorsitzender des Birkenfelder Bauernbundes und ab 1929 stellvertretender Vorsitzender des oberrheinischen Landbundes. Von 1906 bis 1945 war er zeitweise Schöffe bzw. Bürgermeister in Oberhosenbach. Von 1933/34 bis 1937 war er Kreisbauernführer in Birkenfeld.
Weyand war in den 1920er Jahren Mitglied des Landesausschusses der oldenburgischen Exklave Birkenfeld. Von 1917 bis 1932 gehörte er dem Landtag im Großherzogtum Oldenburg, der verfassunggebenden Landesversammlung sowie dem Landtag im Freistaat Oldenburg an, unter anderem als Mitglied der bürgerlich-nationalen Fraktion Landesblock. Von 1919 bis 1923 war er Mitglied des Finanzausschusses und von 1923 bis 1932 Mitglied bzw. ab Februar 1930 stellvertretender Vorsitzender des Verwaltungsausschusses.
August Weyand war verheiratet und hatte einen Sohn.